# Sumemos
Sumemos (denominada Sentido Futuro entre 2016 y 2017) fue una coalición política chilena que agrupaba a tres partidos y un movimiento político de centro liberal. Fue presentada oficialmente el 13 de enero de 2016 en un acto realizado en el edificio del ex Congreso Nacional de Chile.

## Historia

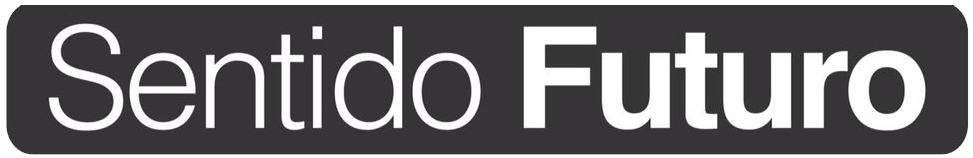
Logotipo de Sentido Futuro (2016-2017).

Sus orígenes se remontaron al 28 de septiembre de 2015, cuando Amplitud anunció la formación de una coalición política de centro liberal junto a los movimientos Ciudadanos y Red Liberal, de cara a las elecciones municipales de 2016 en las que se presentó bajo el nombre de «Chile Quiere Amplitud» con 41 candidatos a alcalde y 289 a concejales. En ese entonces, señalaron que presentarían un candidato presidencial para la elección de noviembre de 2017, pero posteriormente decidieron no hacerlo.
Hacia abril de 2017, mientras los dos partidos que conformaban la coalición (Amplitud y Ciudadanos) inscribían sus colectividades en un mínimo de tres regiones continuas u ocho discontinuas para mantener su estatus legal, fueron presentadas diversas candidaturas parlamentarias, como las de Luis Larraín (distrito 10) y Sacha Razmilic (distrito 8) para diputados, y Lily Pérez, Jorge Errázuriz (circunscripción 6) y Andrés Velasco para senadores. En dicha ocasión anunciaron también que esperan obtener 3 escaños en el Senado y 6 a 8 en la Cámara de Diputados.
El 7 de agosto de 2017 se anunció la incorporación del partido Todos a la coalición, mientras que se anunciaba un cambio de nombre para el pacto cuando este sea inscrito junto con las candidaturas a diputados a senadores ante el Servicio Electoral (Servel). El 9 de agosto de 2017 fue presentado oficialmente el nuevo nombre de la coalición: Sumemos, al mismo tiempo que fue formalizado ante el Servel el pacto para las elecciones parlamentarias y de consejeros regionales, considerando subpactos para cada uno de los partidos con los respectivos candidatos independientes que deseen apoyar.
Luego de los resultados de las elecciones presidenciales y parlamentarias, el 19 de diciembre de 2017 Amplitud anunció el fin de la coalición, dado la situación legal en que se encontraría el partido —disolución por no alcanzar el 5% de votos en tres regiones contiguas u ocho discontinuas— y la diferencia de los apoyos políticos de cada uno de los partidos, dado que Amplitud apoyó la candidatura presidencial del independiente Sebastián Piñera y mientras tanto Ciudadanos señaló que serían oposición a dicho gobierno. Asimismo, Ciudadanos se encontró en la misma situación de disolución por su mal desempeño electoral y debió fusionarse con Todos para mantener vigente su constitución legal.

## Composición
Estaba conformada por Amplitud y Ciudadanos, partidos surgidos como escisiones y agrupaciones de independientes cercanos a Chile Vamos y la Nueva Mayoría. También forma parte de Sentido Futuro el partido Todos y el movimiento político Red Liberal.
Los líderes de los partidos que conformaron la coalición eran:
| Partido     | Presidente            |
| ----------- | --------------------- |
| Amplitud    | Lily Pérez            |
| Ciudadanos  | Andrés Velasco Brañes |
| Todos       | Gabriel Gurovich      |
| Red Liberal | Cristobal Bellolio    |

En febrero de 2016 se creó un comité electoral que definió la estrategia electoral y candidaturas a alcalde y concejales que presentó la coalición en las elecciones municipales. La comisión está compuesta por Alex Olivares, Sebastián Sichel y Carolina Mayol (Ciudadanos); Joaquín Godoy, Eugenio Aguiló y Carlos Lobos (Amplitud); y Sacha Razmilic, Nicolás Ibáñez y Emilia González (Red Liberal).

## Resultados electorales

### Elecciones parlamentarias
|  | 1,58 % |

|  | 6,78 % |

### Elecciones de consejeros regionales
| Elección | Votos  | % de votos      | Escaños |
| -------- | ------ | --------------- | ------- |
| 2017     | 78 594 | \| \| 1,35 % \| | 2/278   |
|          | 1,35 % |                 |         |